# Strength in Numbers (Tyketto)
Strength in Numbers è il secondo album in studio del gruppo musicale statunitense Tyketto, pubblicato nel 1994 dalla Music for Nations.

## Tracce
1. Strength in Numbers – 3:55 (St. James, Vaughn)
2. Rescue Me – 4:10 (St. James, Vaughn)
3. The End of the Summer Days – 4:38 (St. James, Vaughn)
4. Ain't That Love – 4:21 (St. James, Vaughn)
5. Catch My Fall – 4:49 (Hudson, Saint James, Vaughn)
6. The Last Sunset – 2:42 (St. James, Vaughn)
7. All over Me – 4:24 (Lomenzo, St. James, Vaughn)
8. Write Your Name in the Sky – 3:45 (St. James, Vaughn)
9. Meet Me in the Night – 3:43 (St. James, Vaughn)
10. Why Do You Cry – 4:12 (Kennedy, St. James, Vaughn)
11. Inherit the Wind – 5:44
12. Standing Alone (94 Remix) – 5:26 (Kennedy, St. James, Vaughn)

## Formazione
- Danny Vaughn – voce, chitarra acustica, mandolino, armonica a bocca, percussioni
- Brooke St. James – chitarra, cori, percussioni
- Jimi Kennedy – basso, cori, percussioni
- Michael Clayton Arbeeny – batteria, cori, percussioni